# Tiền vỏ ốc
Tiền vỏ ốc là loại tiền tệ được sử dụng từ thời xa xưa.Ở rất nhiều nơi trên thế giới người ta đã tìm thấy những di chỉ khảo cổ khẳng định người xưa đã dùng vỏ ốc làm tiền. Nhiều nhà nghiên cứu trên thế giới đã thống nhất ý kiến cho rằng: loại tiền được sử dụng sớm nhất của loài người chính là tiền vỏ ốc.

## Tiền vỏ ốc trên thế giới
Ốc dùng làm tiền có hơn 150 loại. Mỗi vùng dùng quen một loại riêng.
1. - Người Anh-điêng ở Alaska và California dùng loại Dentilium Pretiosum.
  - Người châu Á dùng loài ốc Cypraea annulus. Thông dụng nhất là loài Cypraea moneta.

## Tiền ốc ở Việt nam
Ở Việt Nam, dấu vết của đồng tiền nguyên thủy đầu tiên được tìm thấy cũng là vỏ ốc. Cũng giống như nhiều nơi khác ở châu á, ốc được dùng làm tiền ở Việt Nam cũng là loài Cypraea. (Đỗ Văn Ninh - Tiền cổ Việt Nam, nxb khoa học xã hội, Hà Nội, 1992).

## Tại sao vỏ ốc lại được dùng làm tiền
Ngày nay chúng ta có thể thấy khó mà tin được rằng vỏ ốc lại có thể được dùng làm tiền. Chúng ta có thể nghĩ rằng vỏ ốc rất nhiều, nếu dùng vỏ ốc làm tiền thì ai cũng có thể kiếm được rất nhiều tiền và như vậy thì tiền ấy còn có giá trị nữa không? Tuy nhiên, thực tế đúng là vỏ ốc đã được dùng làm tiền trong thời kỳ sơ khai của xã hội loài người.

### Yếu tố khách quan của thời đại
Thời kỳ sơ khai, con người sống thành những bộ tộc tách biệt nhau, việc lưu thông hàng hoá giữa các bộ tộc rất khó khăn. Đối với những bộ tộc sống xa biển thì việc kiếm được vỏ ốc là không hề dễ dàng. Trong khi đó, những bộ tộc này lại rất quý vỏ ốc vì vỏ ốc là một trong những loại đồ trang sức đầu tiên của con người, một thứ đồ dùng xa xỉ. Và vì vậy người ta hoàn toàn có thể dùng các đồ trang sức bằng vỏ ốc để đổi lấy các hàng hoá khác.

### Yếu tố chủ quan của vỏ ốc
Một đặc điểm thuận tiện của vỏ ốc là những đồ trang sức này thường được sâu chuỗi từ rất nhiều con ốc nhỏ, vì vậy khi trao đổi người ta có thể chia nhỏ những chiếc vòng tay, vòng cổ ra thành nhiều con ốc nhỏ đẻ đổi lấy những món hàng có giá trị thấp. Rồi lại hoàn toàn có thể làm ngược lại, sâu những vỏ ốc nhỏ lại thành những chiếc vòng đẹp mắt.

### Vỏ ốc là vật liệu có thể dùng làm tiền thời cổ
Vỏ ốc cũng có thể cất trữ rất lâu mà không bị ảnh hưởng nhiều tới giá trị nên người ta hoàn toàn có thể tích trữ tiền vỏ ốc. Nghĩa là vỏ ốc đã được chấp nhận làm tiền ở nhiều nơi không chỉ vì nó có giá trị mà còn vì nó có nhiều tính chất thích hợp để làm tiền.Vật liệu dùng làm tiền cần phải có những tính chất như:
1. - Tính được chấp nhận.
  - Tính dễ nhận biết.
  - Tính có thể chia nhỏ được.
  - Tính lâu bền.
  - Dễ vận chuyển.
  - Tính khan hiếm.
  - Tính đồng nhất.

## Ngày nay chúng ta không còn sử dụng tiền ốc nữa
Vỏ ốc và một số vật liệu khác (như đá chẳng hạn) đã được dùng làm tiền vì nó có một số tính chất thoả mãn điều kiện. Tuy nhiên, sử dụng vỏ ốc cũng có nhiều hạn chế, và đặc biệt là khi xã hội loài người phát triển, vỏ ốc không còn khan hiếm nữa, đồng thời người ta tìm thấy những vật liệu có tính ưu việt hơn thì vỏ ốc đã không được dùng làm tiền nữa. Vỏ ốc và các vật liệu cổ xưa khác đã phải nhường chỗ cho một vật liệu tìm ra sau nhưng có ý nghĩa rất lớn đối với sự phát triển của loài người, đó là kim loại. Kim loại đã được sử dụng làm tiền ở hầu hết mọi nơi trên thế giới trong một giai đoạn lịch sử rất dài.